# Pseudocercospora cotizensis
Pseudocercospora cotizensis är en svampart som först beskrevs av A.S. Mull. & Chupp, och fick sitt nu gällande namn av Deighton 1976. Pseudocercospora cotizensis ingår i släktet Pseudocercospora och familjen Mycosphaerellaceae.   Inga underarter finns listade i Catalogue of Life.